# Fox Park (Wyoming)
Pour les articles homonymes, voir Fox Park.
Fox Park est une census-designated place (CDP) située dans le comté d'Albany, dans l'État du Wyoming, aux États-Unis. Elle compte 22 habitants en 2010,.

## Géographie
Fox Park se trouve aux coordonnées 41° 04′ 46″ N, 106° 09′ 07″ O (41.0794°, -106.152°), à environ 2 762 mètres d'altitude.
D'après le Bureau du recensement des États-Unis, la CDP s'étend sur un territoire de 1,036 km2, intégralement constitué de terre ferme. Elle est entièrement comprise dans le domaine de la forêt nationale de Medicine Bow (en).

## Éducation
Fox Park dépend du district scolaire n° 1 du comté d'Albany.